# Малая Карпатская улица
Малая Карпа́тская улица — улица во Фрунзенском районе Санкт-Петербурга (Купчино). Проходит от Дунайского проспекта до Малой Балканской улицы, между Бухарестской и Карпатской улицами и параллельно им. По длине почти равна проходящей параллельно Карпатской улице.

## История
Улица получила название 2 ноября 1973 года. Возникла в ходе заселения Купчино, застроена только жилыми домами в основном 1980-х годов постройки. На всём протяжении улицы жилая застройка только на её нечётной стороне, на чётной стороне — банно-оздоровительный комплекс «В Купчино», существующий с 2007 года, гаражи и сквер.

## Транспорт
Ближайшие к Малой Карпатской улице станции метро — «Дунайская», «Купчино» и  «Обухово».
Автобусные маршруты, 96 — проходит по Малой Карпатской улице от Дунайского проспекта до улицы Олеко Дундича, 157 и 159 от улицы Олеко Дундича до Малой Балканской улицы.

## Пересечения
- Дунайский проспект — Малая Карпатская улица примыкает к нему.
- улица Ярослава Гашека — примыкание.
- Моравский переулок — примыкание.
- улица Олеко Дундича — пересечение.
- Малая Балканская улица — Малая Карпатская улица примыкает к ней.